# 安東尼奧·豬木
穆罕默德·侯赛因·安東尼奧·宽至·豬木（日语：アントニオ猪木，1943年2月20日—2022年10月1日），本名為豬木寬至，皈依伊斯蘭教後取教名穆罕默德·侯賽因·豬木（羅馬化：Muḥammad Ḥusayn ʻIinuki），出生於日本神奈川縣橫濱市，曾為日本職業摔角選手及綜合格鬥家，並二度擔任日本參議院議員。
豬木於日本職業摔角協會中出道，後來成立新日本職業摔角，在日本職業摔角與格鬥技的發展史上佔有很重要的地位，並致力推廣綜合格鬥技。

## 經歷

### 早期
豬木寬至於1943年出生在橫濱市一個富有的家庭，父親佐次郎從商，寬至在家中排行老六，上有五個哥哥，下有四個妹妹。
二戰後豬木家家道中落，加上父親於寬至五歲時去世，因此全家決定移民到巴西，但是祖父於途中不幸病逝。
剛移民到巴西時，豬木全家在農場裡的咖啡園做勞工，過著非常辛苦的生活。後來因為與雇主契約到期，豬木全家改做佃農種植花生而賺了錢，因此生活才有所改善，豬木也開始有閒暇繼續從事田徑活動。豬木在唸初中的時候已有180公分高，曾加入籃球隊，後來退出改加入四哥就讀的高中所屬的田徑隊裡練鉛球，曾獲得橫濱市初中運動大會的冠軍，及全巴西鉛球與鐵餅冠軍。亦因此在17歲時，受到當時在巴西參賽的日本職業摔角之父力道山的注意，並將他重新帶回日本收為徒弟，從此踏入職業摔角界。後來赫赫有名的巨人馬場也幾乎在這個時候入門。1960年9月30日，在東京的台東體育館進行出道戰，對手是大木金太郎，以敗戰收場。
1963年12月15日，力道山遇刺導致腹膜炎而死亡。1964年，豬木與繼任的社長豊登道春到美國修鍊，豐登給他取了「安東尼奧·豬木」的擂台名，靈感是來自於當時的明星選手安東尼奧·羅卡（Antonino Rocca）。
兩年後，豬木結束在美國的修練返回日本。由於日本職業摔角協會一直以馬場為重心，讓豬木覺得受到冷落，於是回到日本後便立刻退出日本職業摔角協會，改加入豊登道春創立的東京職業摔角。但因為豊登嗜賭如命，不斷侵佔公款，使得東京職業摔角成立才三個月就宣布破產，身為社長的豬木為了還清債款只好回到日本職業摔角協會。
回到日本職業摔角協會後，豬木與馬場聯手組成雙打搭檔，總共贏得四次國家摔角聯盟（National Wrestling Alliance, NWA）國際雙打冠軍，媒體將這對組合取名為「BI炮」，並稱這段鼎盛時期為「馬場·豬木時代」。

### 創立新日本
1971年，豬木因為不滿日本職業摔角協會高層主管的經營管理模式而帶頭提出改革與換人的主張，但是最後失敗而被逐出公司，於是在1972年初自行成立新日本職業摔角團體。剛開始經營的時候，由於當時勢力最大的日本職業摔角協會的杯葛，新日本一直找不到願意轉播比賽的電視臺，也找不到知名的外國選手參加比賽。不過由於豬木經營得當，加上當時美國的世界摔角聯會（World Wrestling Federation, WWF）的支持合作，派了許多明星選手來參賽，因此人氣開始快速提升，票房與收入也急速增長。同年7月馬場也退團自行成立全日本職業摔角團體，隨後日本職業摔角協會僅剩的明星選手阪口征二也帶頭投靠新日本，加上電視臺停止轉播契約，於是日本職業摔角協會只好宣布倒閉，從此日本職業摔角就進入了由豬木領軍的新日本與馬場領軍的全日本的雙雄時代。

### 異種格鬥技
職業摔角選手卡爾·高奇（Karl Gotch）在日本傳授「真實擒扣」（hooking and shooting）技巧的時候，豬木也是他的弟子之一。然後豬木打算進行「異種格鬥技」比賽，也就是不同博擊領域的佼佼者對打，來證明摔角是最強的博擊技術，並為新日本做宣傳。豬木稱之為「強烈風格」摔角（strong style）。這種風格的摔角主要是根源於早期職業摔角中的「擒拿摔角」（catch wrestling），對現代的「實戰摔角」（shoot wrestling）有很重要的影響。
豬木的異種格鬥技比賽的對手包括當時聞名全球的世界重量級拳王穆罕默德·阿里。雖然有些人懷疑比賽是事先按劇本排演好的，但是並沒有明確的證據可以證明他們的說法，而豬木的對手也從來沒有人曾說比賽的內容是假的。而大部份的懷疑者都是因為豬木是職業摔角選手，所以他們很自然地認為比賽是假的。雖然豬木在摔角迷心中仍是正正當當的摔角選手，但是這種論調已經對他的形象造成影響。
與阿里的比賽使得作假的論調塵囂而上。一開始豬木同意阿里只打個表演形式的比賽，以換取阿里同意在日本出賽；但是輿論認為豬木會在比賽中弄假成真，於是阿里陣營的人開始擔心。阿里與其陣營的人曾親眼目睹豬木在摔角比賽中擒抱與投摔的技巧，這使得阿里陣營對比賽規則提出許多限制，包括禁止攻擊阿里的頭部、喉嚨等部位，禁止使用手刀劈擊、肘擊、膝擊、頭鎚，禁止立姿踢擊、禁止擒抱……等等。結果在整場比賽中，豬木幾乎都是以低姿態或躺在地板上不斷地踢擊阿里的腿部，而阿里從頭至尾也只擊中豬木六拳；於是在這種不像是一場正常博擊比賽的情況之下，最後兩人是以平手收場。而結束後阿里馬上離開現場，並沒有召開或參加任何記者會，且事後也因為豬木不斷的踢擊使得左腳得了血栓症而住院一個多月。此戰後，因為不像樣的比賽使得豬木的人氣大跌，原本被稱為「世紀大決戰」的比賽被輿論批評為「世紀大爛仗」。
因此，新日本公司股東為挽回人氣，要求豬木開始進行真正的異種格鬥技比賽。於是豬木開始與各類型的博擊高手，如有「殺熊者」之稱的極真空手道高手威利·威廉斯（Willie Williams）、奧運柔道金牌得主威廉·路斯卡（Willem Ruska）等人進行比賽，而最後都是以勝利或平手收場，也獲得一致性的好評；這使得豬木的人氣回升，新日本的營收也相對增加。1979年時，豬木甚至一度被安排與當時的烏干達獨裁者伊迪·阿敏比賽摔角，但最後因阿敏遭推翻而取消。
豬木曾與WWF當家巨星霍克·霍肯在日本舉行比賽，但豬木遭到霍肯的戰斧攻擊直劈腦門，當場跌落台下。

### 淡出新日本並投入政治
1983年，豬木因為經營生化科技事業負債而挪用新日本的公款，遭到股東與選手的反彈而被迫辭去社長一職。1989年，豬木組成「運動與和平黨」（スポーツ平和党）並投入當年日本參議院議員選舉，最後成為史上第一位當選國會議員的職業摔角選手。
豬木在擔任議員期間相當活躍。他是第一個正式會面古巴最高領導人菲德爾·卡斯楚的西方國家官方人士。1990年12月，在波斯灣戰爭之前，他也曾會面萨达姆·侯赛因請求釋放人質，最後36位日本人被釋放。
1995年，豬木競選連任失敗。政治生涯暫時告一段落。
1998年，豬木在東京巨蛋舉行「最後倒數」（Final Countdown）系列賽後引退。在這一系列特別的比賽中，豬木在職業摔角的規則之下重現了他的一部份異種格鬥技巧，並且也與許多他以前的知名對手再做最後一次比賽。最後是在與敦·福萊（Don Frye）的比賽後結束了他的職業摔角生涯。

### 退休與逝世
2005年11月14日豬木將自己所持有的新日本股票（佔51.5%）全部賣給優客仕公司，並完全退出新日本的經營。
2007年3月宣布成立新團體「豬木基因聯盟」（Inoki Genome Federation, IGF），自己擔任社長並預計在6月26日舉行開幕首戰。同時，女婿賽門·豬木（Simon Inoki）辭去新日本社長一職，改投入豬木基因聯盟旗下。
2013年7月22日，日本參議員選舉公布結果方面，豬木以比例代表順利回鍋當選日本參議院參議員。
2022年10月1日上午7時40分，豬木因澱粉樣變疾病在東京都港區的家中逝世，享壽79歲。

## 對綜合格鬥技的影響
許多豬木的弟子像是初代虎面人佐山聰、船木誠勝、高田延彥、鈴木實、前田日明、中邑真輔、藤田和之等，在綜合格鬥技上已經有所成就，而新日本的許多選手也成為一些綜合格鬥技團體像是RINGS、修斗、PRIDE與Pancras裡的先驅。
也因為豬木的關係，一些選手像是小川直也、橋許·巴內特（Josh Barnett）、瓦里德·依斯馬爾（Wallid Ismail）與流托·町田（Ryoto Machida）就曾主動代表新日本出現在綜合格鬥技的比賽且聲名大噪。
豬木也不斷地向職業摔角圈裡引進像是馬克·科爾曼（Mark Coleman）、昆頓·傑克遜（Quinton Jackson）、丹·巴比希（Dan Bobish）等綜合格鬥技選手以影響一些如哈士路（HUSTLE）等職業摔角的比賽活動。
豬木也籌辦一些綜合格鬥技比賽像是「新日本極限破壞」（NJPW Ultimate Crush）及「叢林博鬥」（Jungle Fight），在賽程裡同時安排傳統職業摔角對打與綜合格鬥技的比賽。這些比賽的賣點包含讓新日本中最強的選手與知名的綜合格鬥技選手對打。
另外眾所皆知的是，豬木開設的道場裡也有一些混合訓練各種格鬥技的選手。
身為少數職業摔角生涯長達超過35年的選手之一，豬木使用以原本擒拿摔角為根基的強力而真實的動作，建立了「強烈風格」摔角，進而衍生了「實戰風格」摔角（shoot-style wrestling）。

## 頭銜
日本職業摔角協會（日本プロレス協会）
- 亞洲雙打王座
  - 第19代（衛冕3次）：搭檔是吉村道明
  - 第23代（衛冕2次）：搭檔是大木金太郎。因為大木要全力衛冕亞洲重量級王座而繳回。
  - 第24代（衛冕3次）：搭檔是吉村道明。被「原子先生」（Mr. Atomic）與巴迪·奧斯汀（Buddy Austin）攔截。
  - 第25代（衛冕15次）：搭檔是吉村道明。因豬木離開協會而繳回。
- 第11屆循環賽優勝

國家摔角聯盟（National Wrestling Alliance, NWA）
- 國家級
  - NWA國際雙打冠軍：4次奪冠，搭檔為巨人馬場
  - NWA北美雙打冠軍：2次奪冠，搭檔為坂口征二
  - NWA聯合國家冠軍：1次奪冠
- 地區級
  - NWA美中地區世界雙打冠軍：1次奪冠，搭檔為小島泰弘（<span class="ilh-all " data-orig-title="" data-lang-code="ja" data-lang-name="日语" data-foreign-title="ヒロ・マツダ">[[:<span title="日語文本"><span lang="ja"></span></span>|]]）
  - NWA德州世界雙打冠軍：1次奪冠，搭檔為黒帯親分
  - NWA第一屆雙打循環賽優勝：搭檔為星野勘太郎
  - NWA第二屆雙打循環賽優勝：搭檔為坂口征二

國家摔角聯會（National Wrestling Federation, NWF）
- NWF重量級冠軍：3次奪冠

新日本職業摔角
- IWGP世界重量級王座：初代，衛冕4次
- 年度世界大賽優勝：1974年、1975年
- 年度麥迪遜花園廣場大賽優勝：1979年、1980年、1981年
- IWGP循環賽優勝：1984年、1986年、1987年
- 年度麥迪遜花園廣場大賽雙打優勝：
  - 1978年：搭檔為鮑伯·巴克隆德（Bob Backlund）
  - 1982年：搭檔為霍克·霍肯（Hulk Hogan）
  - 1983年：搭檔為霍克·霍肯
  - 1984年：搭檔為藤波辰爾
- 日本盃雙打循環賽：1986年，搭檔為藤原喜明
- 日本盃三人殊死循環賽：1988年，搭檔為長州力、星野勘太郎

世界級冠軍摔角（World Class Championship Wrestling, WCCW）
- WCCW德州重量級冠軍：1次奪冠

世界摔角聯會（World Wrestling Federation, WWF）
- WWF新日本武術冠軍：兩次奪冠

環球摔角協會（Universal Wrestling Association, UWA）
- UWA世界重量級冠軍

### 生涯勝負成績
- 單打比賽：6110勝41敗50和
- 雙打比賽：1466勝105敗130和

## 拿手招式
眼鏡蛇纏身固定（Cobra Twist）
在日本摔角協會時代普遍使用的招式。當其他選手如巨人馬場等也開始使用而變得不新奇時，就慢慢轉而改用「卍字固定」來做結束招式。
卍字固定
這個招式等於是豬木的代名詞，所以還有個別名叫「安東尼奧拿手招」（Antonio Special），是接替「眼鏡蛇纏身固定」之後的新必殺招式，名字是公開徵取來的。到目前為止，這個招式還沒有別的選手能做得比豬木好。纏上對手的上半身與臉後拉扯，再扭絞身體使對手露出痛苦的表情，然後連接「反式印第安死亡鎖」，是型態非常漂亮的一個招式。
延髓斬
對人體的運動中樞，也是要害的延髓部位做跳踢的動作。後來衍生許多變化，現在以棚橋弘至的動作最接近豬木。
岩石落下技（Back Drop）
使用本招式的始祖路·塞茲的標準動作。
原爆固定（German Suplex Hold，德國式後翻摔固定）
在日本摔角協會時代由卡爾·高奇那裡學會的招式。全盛時期做出來的後腰橋被公認是最漂亮的。
手臂十字固（腕ひしぎ十字固め）
從柔道借來的招式。將躺在地上的對手的手臂拉住並與自己身體成直角用雙腿夾住，再以自己的骨盤為支點向後向上拉扯，會造成對方的肘關節疼痛甚至脫臼。
安東尼奧式坐擊
只在東京職業摔角初期使用過的招式，因為此招式對腰的負擔太大所以後來就放棄不用。
鎖頸固定技（Sleeper Hold）
勒住對手的頸動脈而使他不得不棄權的招式，所以又有「魔性鎖頸技」之稱，具有使對手昏倒的力量。豬木的使用這個招式時很接近「阻氣鎖頸技」（Chock Sleeper，勒住對手的喉結部位而非頸動脈）。
反式印第安死亡鎖（Reverse Indian Deathlock）
將俯臥在地上的對手的兩腿交叉，再將自己的一條腿置於其中固定，然後身體向後仰而使對手的腿感到疼痛的招式。當對手快崩潰時，就抓住他的雙肩成後腰橋而轉成「鐮刀固定」；或者以交纏住的腿轉變成「變形弓箭固定」。
關節拳擊（Knuckle Punch）
又稱為「鐵拳制裁」、「拉弓式直拳」。以拳頭直接攻擊對方臉部（尤其是額頭），通常是一隻手抓住頭髮，另一隻手不斷地出拳。豬木衝動時幾乎都會如此做這違反規則的動作，曾好幾次打得對手額頭流血。偶而會出現刻意突出中指第二關節攻擊的情況。
雙腿飛踢（Drop Kick）
近距離、無需助跑的拿手踢擊，通常在比賽中盤戰用來做反擊。

## 入場曲
火燄戰士（炎のファイター）：麥克·馬沙（Michael Masa）原作曲。又名「INOKI BOM-BA-YE」。原為阿里的入場曲《ALI BOM-BA-YE》，在1976年的比賽時送給豬木當紀念品。後改為森巴節奏的版本並做為豬木的入場曲。

## 逝世後的各界反應
- 世界摔角娛樂於SmackDown LIVE的現場直播途中緊急插播此訊息，並透過大螢幕投放豬木紀念照片表示默哀。[10]
- 全日本職業摔角得知噩耗後，於隔天（10月2日）的比賽進行前舉辦默哀式。[11]
- 鈴木實（日语：鈴木みのる）在新橫濱公園WILD ONE比賽後，比出豬木的招牌手勢向豬木致哀[12]。

## 註解
1. 1 2  . Sponichi Annex.   [2022-10-01]. （原始内容存档于2022-10-01） –Yahoo! Japan.
2. ↑  .   [2020-06-01]. （原始内容存档于2020-06-07）.
3. ↑   (PDF).   [2020-06-01]. （原始内容存档 (PDF)于2017-06-26）.
4. ↑  Richard Leiby. . Washington Post. December 13, 2012  [2019-07-20]. （原始内容存档于2020-06-07） （英语）.
5. ↑  關於新日本職業摔角股份有限公司股票的取得（子公司化）的通知。http://www.yukes.co.jp/html/ir/pdf/051114_01.pdf （页面存档备份，存于）（日語）
6. ↑  ，2007年3月14日。.   [2007-04-19]. （原始内容存档于2007-03-24）.
7. ↑  ，2007年3月10日。.   [2007-04-19]. （原始内容存档于2007-04-29）.
8. ↑  {「跨界」名人亂入日本國會　摔角大神豬木強勢回歸 | ETtoday國際新聞 | ETtoday 新聞雲 （页面存档备份，存于）
9. ↑  . 自由時報電子報. 2022-10-01  [2022-10-01]. （原始内容存档于2022-10-05）.
10. ↑  @WWE.  (推文). 2022-10-01 –Twitter.
11. ↑  YouTube上的全日本プロレス 2022 旗揚げ記念シリーズ 10月2日11:30～ 後楽園ホール，始於5分19秒（日語）
12. ↑  . 東スポWEB. 2022-10-02  [2022-10-02]. （原始内容存档于2022-10-02） （日语）.

## 外部連結
- ANTONIO INOKI HOME PAGE （页面存档备份，存于）（日語）
- 豬木ORG（日語）
- 優客仕公司官方網站 （页面存档备份，存于）（日語）
- Muhammad Ali vs. Antonio Inoki - 1976 （页面存档备份，存于）：置於YouTube上的影片，為豬木與阿里對戰前與比賽中的片段。
- （页面存档备份，存于）：置於YouTube上的影片，為豬木職業摔角生涯的最後一場比賽（對敦·福萊）。影片中可以看到豬木在連續使出阻氣鎖頸技、延髓斬、關節拳擊等後，再以卍字固定轉入地板式眼鏡蛇纏身固定而使得敦·福萊棄權。